# Пилипенко Світлана Василівна
Світлана Василівна Пилипенко (нар. 14 серпня 1983) — колишня українська фігуристка. Триразова призерка чемпіонату України (2001—2003), чемпіонка України серед юніорів (2000), учасниця чемпіонатів світу серед юніорів, учасниця чемпіонату Європи.

## Біографія
Народилася в Києві, у 1983 році. Почала займатися фігурним катанням у 3,5 роки.
У 2000 році дебютує на чемпіонаті світу з фігурного катання серед юніорів, де займає 18 місце, 2001 року — 16 місце, 2002 року — 22 місце. У 2002 році дебютує на чемпіонаті Європи з фігурного катання, де займає 20 місце.
На чемпіонаті України 2001 року здобуває срібну медаль, а в 2002-2003 роках — бронзу.
Після закінчення кар'єри у 2003 році, Пилипенко 11 років гастролювала із шоу-балетом «Імперські крижані зірки» та вступила до тренерського штабу ковзанярського клубу в Сочі.
У 2005 році закінчила Національний університет фізичного виховання і спорту України, за спеціальністю — тренер з фігурного катання.
Проживає та працює у Москві.

## Програми
| Сезон     | Коротка програма                                                   | Довільна програма                                 |
| --------- | ------------------------------------------------------------------ | ------------------------------------------------- |
| 2002–03   | - Yesterday у виконанні Пол Маккартні аранжування Рішар Клайдерман | - Чотири кімнати у виконанні Combustible Edison   |
| 2001–02   | - Fiesta у виконанні Кітаро                                        | - Чотири кімнати у виконанні Combustible Edison   |
| 2000–01   | - Fiesta у виконанні Кітаро                                        | - Шербурзькі парасольки у виконанні Мішель Легран |
| 1999—2000 |                                                                    | - Шербурзькі парасольки у виконанні Мішель Легран |

## Спортивні досягнення
| Міжнародні змагання                          | Міжнародні змагання | Міжнародні змагання | Міжнародні змагання | Міжнародні змагання | Міжнародні змагання | Міжнародні змагання | Міжнародні змагання |
| Подія                                        | 96—97               | 97–98               | 98–99               | 99—00               | 00–01               | 01–02               | 02–03               |
| -------------------------------------------- | ------------------- | ------------------- | ------------------- | ------------------- | ------------------- | ------------------- | ------------------- |
| Чемпіонат Європи                             |                     |                     |                     |                     |                     | 20                  |                     |
| Міжнародні юніорські                         |                     |                     |                     |                     |                     |                     |                     |
| Чемпіонат світу серед юніорів                |                     |                     |                     | 18                  | 16                  | 22                  |                     |
| JGP Болгарія                                 |                     |                     | 12                  |                     |                     |                     |                     |
| JGP Хорватія                                 |                     |                     |                     | 3                   |                     |                     |                     |
| JGP Чехія                                    |                     |                     |                     |                     |                     | WD                  |                     |
| JGP Угорщина                                 |                     | 9                   |                     |                     |                     |                     |                     |
| JGP Норвегія                                 |                     |                     |                     | 8                   |                     |                     |                     |
| JGP Польща                                   |                     |                     |                     |                     | 4                   | 2                   |                     |
| JGP Словаччина                               |                     |                     |                     |                     |                     |                     | 9                   |
| JGP Україна                                  |                     |                     | 8                   |                     | 2                   |                     |                     |
| ЄМОФ                                         |                     |                     | 6                   |                     |                     |                     |                     |
| Національні                                  |                     |                     |                     |                     |                     |                     |                     |
| Чемпіонат України                            | 5 J                 | 4                   |                     | 1 J                 | 2                   | 3                   | 3                   |
| J: Юніорський рівень; WD: знялася зі змагань |                     |                     |                     |                     |                     |                     |                     |